# Vikartovce
Vikartovce (deutsch Weigsdorf oder Weichselsdorf, ungarisch Hernádfő – bis 1907 Vikartóc) ist eine Gemeinde im Osten der Slowakei, mit 1825 Einwohnern (Stand 31. Dezember 2024). Sie ist ein Teil des Okres Poprad, der zum Bezirk Prešovský kraj gehört.

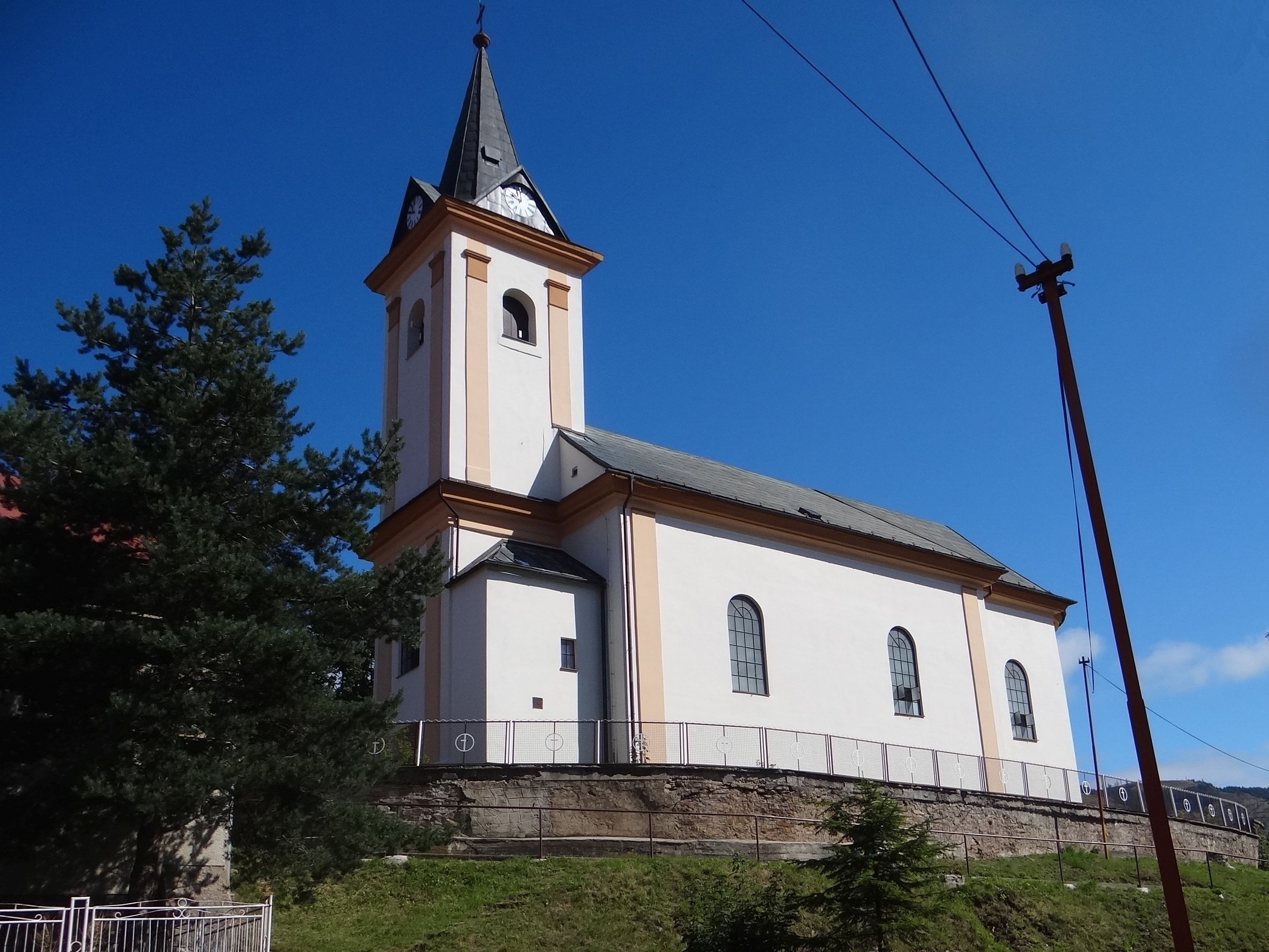
Kirche

## Geographie
Die zur traditionellen Landschaft Zips gehörende Gemeinde liegt im oberen Tal des Hornád, nur einige Kilometer von der Quelle entfernt. Nördlich von Vikartovce befindet sich der Gebirgszug Kozie chrbty, mit ihrer höchsten Erhebung, den Kozí kameň (1255 m n.m.) oberhalb der Gemeinde, während südlich liegt das Vorgebirge und Hauptkamm der Niederen Tatra. Nordwestlich des Ortszentrums treffen sich Einzugsgebiete drei großer Flüsse Mitteleuropas: der Donau, der Theiß und der Weichsel. Vikartovce ist 17 Kilometer von Poprad entfernt.

## Geschichte
Der Ort wurde zum ersten Mal 1283 als Villa Wykardi schriftlich erwähnt und gehörte dem Kloster Spišský Štiavnik. Da sie im 15. Jahrhundert völlig entvölkert war, siedelte man walachische Siedler an. Neben der Schaf- und Viehzucht, beschäftigte sich die Bevölkerung mit Land-, Forstwirtschaft und Weberei. Bis heute ist der Ort mehrheitlich landwirtschaftlich geprägt. 1828 hatte der Ort 183 Häuser und 1.329 Einwohner.
Nach dem Zweiten Weltkrieg zogen viele Einwohner aus, um die umliegenden Orte anstatt der Deutschen, die kurz zuvor vertrieben wurden, anzusiedeln.

## Bevölkerung
| Jahr                | 1994 | 2004    | 2014    | 2024    |
| ------------------- | ---- | ------- | ------- | ------- |
| Anzahl der Personen | 1637 | 1785    | 1868    | 1825    |
| Unterschied         |      | +9,04 % | +4,64 % | −2,30 % |

| Jahr                | 2023 | 2024    |
| ------------------- | ---- | ------- |
| Anzahl der Personen | 1848 | 1825    |
| Unterschied         |      | −1,24 % |